# Aston Martin DBRS9

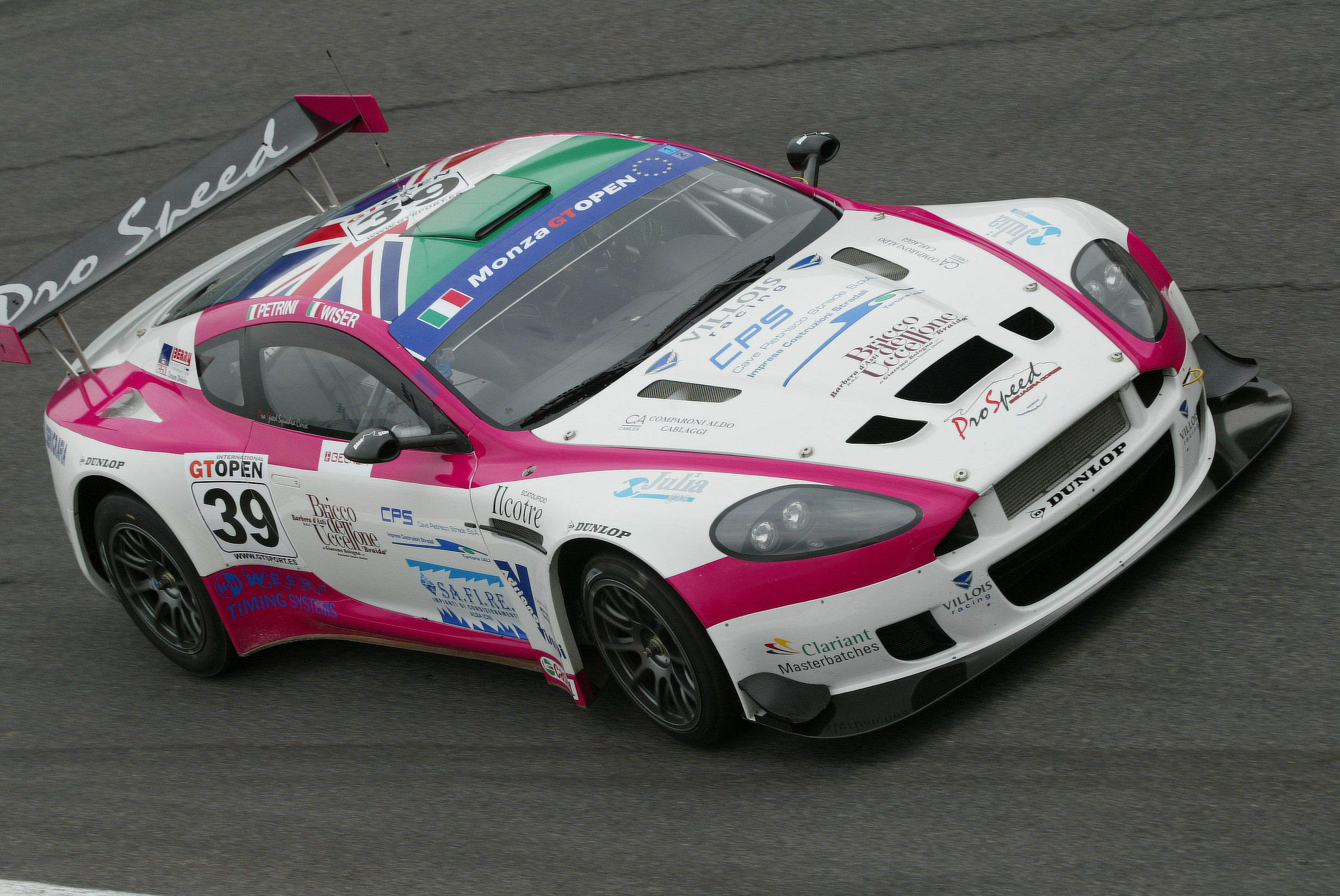
Aston Martin DBRS9

De Aston Martin DBRS9 werd ontwikkeld door het Britse Prodrive en gelanceerd in januari 2006. Het is een afgeslankte versie van de DBR9. De wagen is volledig gebouwd volgens de reglementen van de FIA GT3. De DBRS9 is een stuk minder geavanceerd dan de DBR9 en leunt dichter aan bij het straatmodel, de DB9. Als meerwaarde ten opzichte van de DB9 biedt deze wagen een rolkooi, koolstofvezel koetswerkpanelen en een gestript interieur om gewicht te besparen, een sportievere ophanging en een getunede versie van de 6-liter V12 met 550pk. Waar de DBR9 vooral is ontworpen voor langeafstandsraces in internationale competities, wordt de DBRS9 vooral ingezet in kleine, nationale kampioenschappen met kortere races.
De DBRS9 is te koop voor privéteams voor de prijs van 175.000 pond, heel wat goedkoper dan de DBR9 dus.
In 2007 won deze wagen bijna de 24 uren van de Nürburgring, twee uur voor het einde was er een probleem met de brandstoftoevoer.